# Thüringer Wassergesetz
Das Thüringer Wassergesetz  ist das Landeswassergesetz des Freistaates Thüringen und regelt in Ergänzung zum Wasserhaushaltsgesetz des Bundes das Wasserrecht Thüringens. Es wurde in seiner ursprünglichen Fassung am 3. März 1994 vom Thüringer Landtag verabschiedet und trat am 19. Mai 1994 in Kraft. Derzeit gilt die Fassung der Bekanntmachung vom 28. Mai 2019 (Gesetz- und Verordnungsblatt Thüringen, Seite 74).

## Vorgeschichte
In Thüringen galt zunächst das Thüringische Wassergesetz vom 31. Dezember 1932, welches 1963 durch das Wassergesetz der DDR vom 17. April 1963 abgelöst wurde. Nach der Wiedereinrichtung des Freistaates Thüringen als Bundesland der Bundesrepublik Deutschland galt das Wassergesetz der DDR zunächst als Landeswassergesetz fort, bis dieses durch das Thüringer Wassergesetz abgelöst wurde.

## Rechtsverhältnis zum Wasserhaushaltsgesetz
Bis 2010 war das Wasserhaushaltsgesetz ein Rahmengesetz, welches von den Landeswassergesetzen konkretisiert und detaillierter ausgefüllt wurde.
In der seit dem 1. März 2010 geltenden Fassung stellt das Wasserhaushaltsgesetz (WHG) des Bundes eine Vollregelung dar. Die Länder können im Rahmen der konkurrierenden Gesetzgebung  nach Art. 72 Abs. 3 Nr. 5 GG in den Landeswassergesetzen (LWG) nur noch teilweise Abweichungen festlegen und entsprechende Öffnungsklauseln des WHG nutzen.

## Geschichte
Das Gesetz wurde in seiner ursprünglichen Fassung am 3. März 1994 vom Thüringer Landtag verabschiedet und trat am 19. Mai 1994 in Kraft. Eine erste Änderung erfolgte bereits im Mai 1994. Neubekanntmachungen erfolgten jeweils nach umfassenderen Änderungen in den Jahren 1999, 2004 und 2009. Die nach der Umstellung des Wasserhaushaltsgesetzes auf eine Vollregelung erforderliche Gesetzesänderung zur Anpassung an das neue Bundesrecht erfolgte mit der Neufassung des Gesetzes vom 28. Mai 2019.

## Inhalte
Das Thüringer Wassergesetz in der seit 2019 geltenden Fassung regelt im Wesentlichen:
- den inhaltlichen Geltungsbereich des Gesetzes
- die Einteilung der Gewässer in Gewässer I. und II. Ordnung
- Eigentumsverhältnisse und -grenzen
- Bewirtschaftung der Gewässer und des Grundwassers
- Gemein-, Eigentümer- und Anliegergebrauch
- Gewässerrandstreifen
- Gewässerunterhaltung
- Wasserversorgung und Abwasserbeseitigung
- Verantwortlichkeiten für Deiche und Hochwasserschutzanlagen
- Gewässeraufsicht
- Zuständigkeiten

Anlage 1 des Gesetzes enthält eine abschließende Liste der Gewässer I. Ordnung in Thüringen. Anlage 2 stellt die Zuordnung zu den Einzugsgebieten und Flussgebietseinheiten dar (Analog zu Anlage 2 WHG). Weitere Anhänge enthalten u. a. Listen der Talsperren und Deiche in der Unterhaltungslast des Landes.
Die erste Fassung des ThürWG sah die Erhebung eines Wasserentnahmeentgeltes vor, die mit einer der ersten Änderungen aus dem Gesetz gestrichen wurde.

## Wasserbehörden
Aus den Regelungen des ThürWG ergibt sich für das Wasserrecht in Thüringen ein dreistufiger Verwaltungsaufbau. Demnach ist das für Wasserwirtschaft zuständige Thüringer Ministerium für Umwelt, Energie und Naturschutz die Oberste, das Thüringer Landesamt für Umwelt, Bergbau und Naturschutz die Obere und die Landkreise und kreisfreien Städte im übertragenen Wirkungskreis die Untere Wasserbehörde.

## Abwasserbeseitigungspflichtige
Nach § 56 WHG können dies nur Juristische Personen des öffentlichen Rechts sein. In Thüringen sind gemäß § 47 ThürWG grundsätzlich die Gemeinden oder Körperschaften des öffentlichen Rechts (vorwiegend Zweckverbände) abwasserbeseitigungspflichtig.